# New England Patriots
O New England Patriots é um time profissional de futebol americano sediado na cidade de Foxborough, em Massachusetts, na região nordeste dos Estados Unidos. Os Patriots competem na National Football League (NFL), como membros da Divisão Leste da American Football Conference (AFC). Eles mandam seus jogos no Gillette Stadium, localizado a 34 km a sudoeste de Boston e a 32 km a nordeste de Providence, Rhode Island.
Como um dos times originais da antiga American Football League (AFL), os Patriots se juntaram a NFL após a fusão de 1970. A equipe mudou seu nome, anteriormente Boston Patriots, após se mudarem para a cidade de Foxborough em 1971. Sua primeira casa foi o Foxboro Stadium, onde mandaram seus jogos de 1971 a 2001, se mudando para o Gillette Stadium no começo da temporada de 2002. O time nutre uma forte rivalidade com o New York Jets, sendo considerado uma das maiores rivalidades da liga. Durante a década de 2000, uma nova rivalidade foi vista com o Indianapolis Colts, com os times se enfrentando em pós-temporada com frequência.
O New England Patriots é considerado uma das franquias mais vencedoras da história da NFL. Eles tem onze aparições no Super Bowl, mais do que qualquer outro time, sendo nove delas desde a chegada do treinador Bill Belichick e do quarterback Tom Brady em 2000. Eles também venceram dezesseis títulos da AFC East em dezoito temporadas disputadas entre 2001 e 2018, sem ter uma única temporada regular com uma campanha negativa (mais derrotas do que vitórias) neste período. A franquia também estabeleceu diversos recordes, incluindo mais vitórias em um período de dez anos (126, de 2003 a 2012), uma temporada invicta com dezesseis vitórias em 2007, a maior sequência de vitórias em temporada regular e playoffs na história da NFL (21 vitórias seguidas de outubro de 2003 a outubro de 2004), e ainda a maior sequência de títulos de divisão na história da liga (dez, de 2009 a 2018). Os Patriots também detém o recorde de maior número de aparições (nove) e vitórias (seis) no Super Bowl para uma dupla treinador–quarterback (Belichick-Brady). Atualmente, com seis títulos de Super Bowl conquistados, estão empatados com o Pittsburgh Steelers, que também têm seis troféus, entre os maiores campeões da final da liga.
Em 2023, os Patriots foram avaliados em US$ 7 bilhões de dólares, sendo a segunda franquia mais valiosa da NFL.

## História da franquia

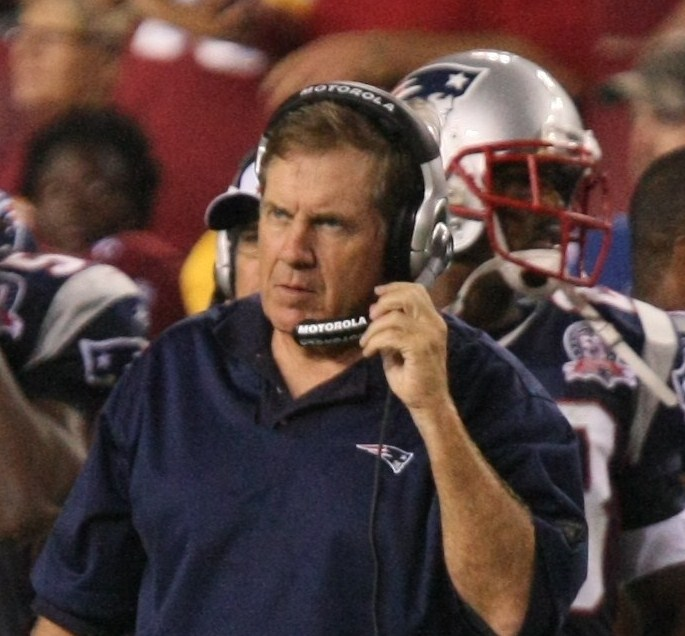
Bill Belichick, em 2009. Ele é considerado um dos treinadores mais bem sucedidos da história da NFL, comandando os Patriots a nove aparições no Super Bowl.

Em 16 de novembro de 1959, o empresário de negócios Billy Sullivan, de Boston, recebeu a chance de desenvolver a oitava e última time franquia da American Football League (AFL), uma liga de futebol americano criada para rivalizar com a NFL (algo que fizeram muito bem). Após o inverno, a população local começou a submeter ideias para o nome oficial do novo time que seria sediado em Boston. A escolha mais popular – e a que Sullivan selecionou – foi "Boston Patriots" em uma referência aos "Patriotas", termo que era usado para se referir aos americanos que lutaram pela revolução em favor da independência das Treze Colônias americanas contra o Império Britânico, no século XVIII. Logo em seguida, o artista Phil Bissell, do The Boston Globe, desenvolveu o logo "Pat Patriot".
Os Patriots não se saíram muito bem no seu período na AFL e eles nunca tiveram um estádio regular próprio para jogar em casa. O Nickerson Field, o Harvard Stadium, o Fenway Park e o Alumni Stadium serviram como campo para os Patriots durante os campeonatos da American Football League. Eles se classificaram para apenas um playoff, na temporada de 1963, contra o San Diego Chargers, e perderam por 51 a 10 na final. Eles passariam os próximos treze anos na AFL e depois na NFL longe da pós-temporada.
Quando a NFL e a AFL se fundiram em 1970, os Patriots foram colocados na Divisão Leste da American Football Conference (AFC), onde eles ainda jogam até os dias atuais. No ano seguinte, o time se moveu para um novo estádio em Foxborough, Massachusetts, que serviria como seu estádio pelos próximos 30 anos. Uma das consequência dessas mudanças foi o anúncio da mudança de nome, de Boston Patriots para Bay State Patriots. Porém o nome foi rejeitado pela NFL e em 22 de março de 1971 uma nova mudança foi feita, desta vez para New England Patriots.

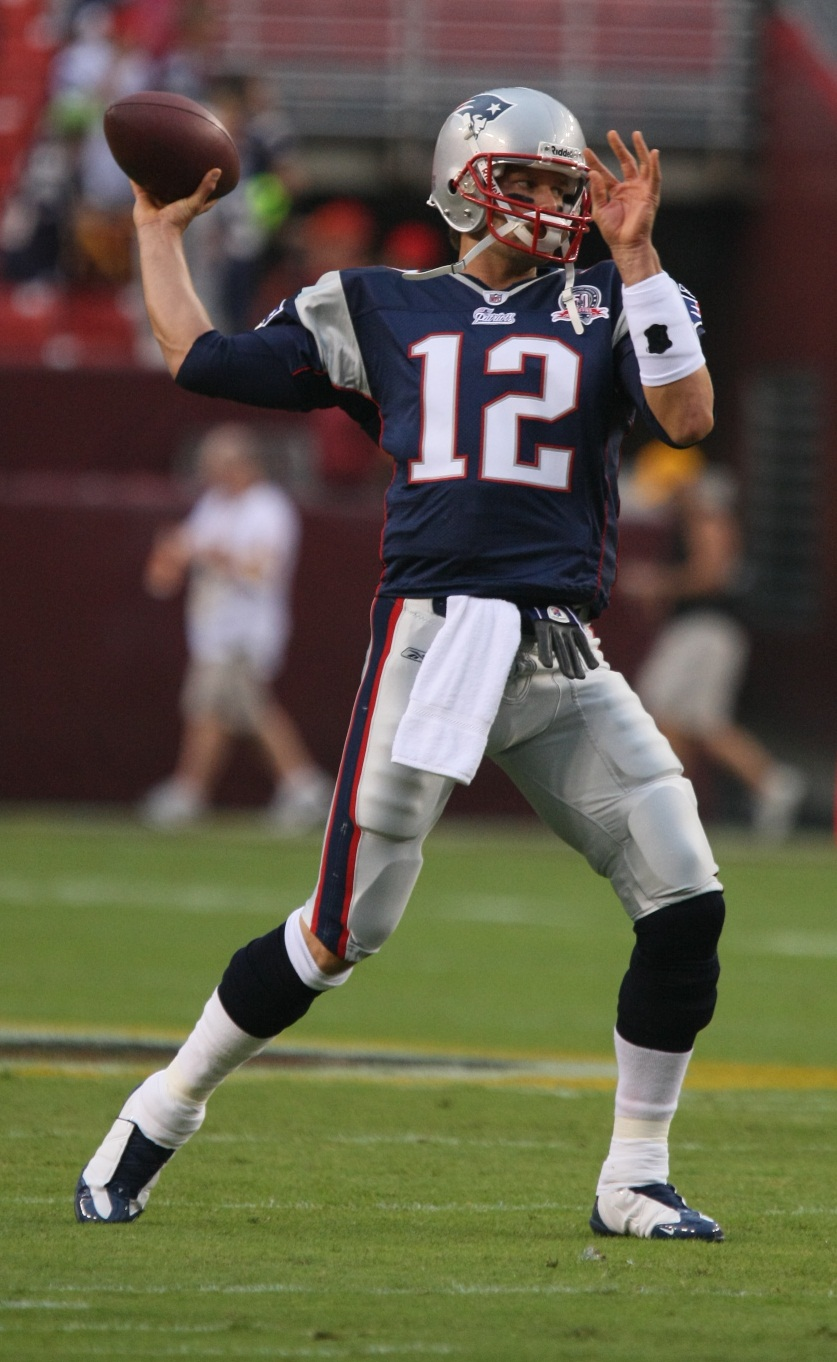
Tom Brady, líder do New England Patriots em campo de 2001 a 2019. Ele é o quarterback mais vitorioso da história da liga, com sete anéis de campeão do Super Bowl (seis conquistados com os Patriots).

Durante a década de 1970, o NE Patriots teve alguns sucessos, se classificando para os playoffs em 1976 — pela repescagem — e em 1978 — como campeão da Divisão Leste da AFC. Eles perderam, em ambos os casos, na primeira rodada. Em 1985, os Patriots retornaram a pós-temporada e chegaram ao Super Bowl XX, mas foram derrotados pelo Chicago Bears por 46 a 10. Após a derrota no Super Bowl, eles retornariam para os playoffs em 1986, mas novamente caíram na primeira rodada. Se seguiram oito anos longe da pós-temporada. Em 1990, os Patriots tiveram uma temporada de 1 vitória e 15 derrotas. O time mudaria de dono três vezes nos próximos quatorze anos, com a Família Sullivan vendendo o clube para Victor Kiam em 1988, que por sua vez vendeu a franquia para James Orthwein em 1992. Orthwein queria mudar o time para sua cidade nativa de St. Louis, no Missouri (onde ele também pretendia mudar o nome do time para St. Louis Stallions), mas ele acabou vendendo o time por US$ 175 milhões de dólares (valor da época) para o empresário Robert Kraft em 1994 (que ainda é o dono do clube).
Apesar do período com Orthwein como dono ter sido curto e controverso, ele presidiu sobre importantes mudanças, primeiro contratando Bill Parcells, ex-técnico do New York Giants, em 1993. Orthwein também trabalhou com a NFL para desenvolver uma nova identidade visual e um novo logo para o clube, deixando as cores vermelho, azul e branco e mudando para azul e cinze, nos uniformes. Parcells levaria os Patriots a dois playoffs, incluindo uma aparição no Super Bowl XXXI, onde eles perderam para o Green Bay Packers, por 35 a 21. Pete Carroll, o sucessor de Parcells, também levaria o time para a pós-temporada duas vezes, em 1997 e 1998, antes de ser dispensado em 1999.
O atual técnico dos Patriots, Bill Belichick, foi contratado em 2000 e um novo campo, o Gillette Stadium, foi aberto em 2002. Sob o comando de Belichick, a equipe ganhou três Super Bowls em quatro anos (2001, 2003 e 2004). Os Patriots terminaram a temporada regular de 2007 com uma campanha perfeita de 16 vitórias em 16 jogos, se tornando o quarto clube a terminar uma temporada regulamentar invicto, e o primeiro e único time a fazer isso desde que a liga adotou o formato de 16 jogos por temporada regular. Eles foram até a grande final, o Super Bowl XLII, como franco favoritos mas perderam para o New York Giants por 17 a 14, dando aos Patriots um ano de 18 vitórias e uma derrota. Os Patriots retornariam ao Super Bowl (edição XLVII) em 2012 mas perderam de novo, mais uma vez para o NY Giants, por 21 a 17. Na temporada de 2014, veio mais uma participação no Super Bowl (edição XLIX), desta vez sendo mais bem sucedidos e vencendo o Seattle Seahawks por 28 a 24.
Os Patriots se tornaram o primeiro time a chegar ao Super Bowl pela sétima vez, nos playoffs da temporada de 2016, enfrentando o Atlanta Falcons na Super Bowl LI, onde a equipe levantou seu quinto troféu de campeão, empatando com o Dallas Cowboys e o San Francisco 49ers como as franquias com a segunda maior quantidade de títulos de Super Bowl, um atrás do Pittsburgh Steelers (que têm 6); este título fez de Tom Brady o quarterback mais vitorioso da história na era do Super Bowl (com cinco anéis de campeão até então). Na temporada seguinte, em 2017, os Patriots, novamente, se classificaram para o Super Bowl (edição LII) e enfrentaram o Philadelphia Eagles na decisão final, em 4 de fevereiro de 2018, no U.S. Bank Stadium em Minneapolis, Minnesota, mas perderam por 41 a 33. No ano seguinte, os Pats, mais uma vez, foram para a final da liga (nova vez na história da franquia e terceira temporada seguida que acontecia) e dessa vez conseguiram se sagrar campeões, levantando o Troféu Vince Lombardi pela sexta vez em sua história no Super Bowl LIII.
Em 17 de março de 2020, Brady anunciou que não renovaria seu contrato com os Patriots, encerrando a notória e prolífica parceria Belichick-Brady. Três dias depois, Tom Brady assinou um acordo de dois anos valendo US$ 50 milhões de dólares com o Tampa Bay Buccaneers. Em 21 de abril, os Patriots trocaram os direitos do tight end aposentado Rob Gronkowski para os Buccaneers junto com uma escolha de sétima rodada no draft por uma escolha compensatória de quarta rodada no draft de 2020. Naquele ano, os Patriots venceram apenas sete jogos e não se classificaram para os playoffs pela primeira vez em doze anos.

## Logos e uniformes

### Logos

O atual logotipo do New England Patriots, revelado pela primeira vez em 3 de julho de 2013

O logotipo original no capacete dos Patriots era um simples chapéu tricorne, usado apenas na temporada de 1960. De 1961 a 1992, os Patriots usaram um logotipo de um jogador da Guerra Revolucionária que caminhava uma bola de futebol. O logo do minuteman ficou conhecido como o logo "Pat Patriot", que mais tarde se tornou o nome do mascote da equipe.
Em 1979, os Patriots trabalharam com a NFL Properties para projetar um novo logotipo simplificado, para substituir o complexo logotipo da Pat Patriot. A nova logomarca apresentava o perfil azul e branco de um minuteman em um chapéu tricorne com uma bandeira mostrando três listras vermelhas separadas por duas listras brancas. O dono da equipe Billy Sullivan decidiu colocar o novo logotipo em votação contra Pat Patriot com os fãs no jogo em casa contra o San Diego Chargers em 23 de setembro, usando um medidor de nível de som para avaliar a reação da platéia. O novo logotipo foi decididamente rejeitado pela multidão em favor de Pat e o conceito foi arquivado.
Em 1993, um novo logotipo foi revelado, envolvendo o rosto cinzento de um homem que usava um chapéu vermelho, branco e azul, que começa como um tricorne e transita para um design esvoaçante. O logotipo tem alguma semelhança superficial com o logotipo abortado de 1979. Tornou-se popularmente conhecido como o "Flying Elvis", devido a muitos observando sua semelhança com o perfil de um jovem Elvis Presley. Em 2000, a cor azul foi escurecida.
Em 3 de julho de 2013, os Patriots revelaram um novo logotipo de marca.

### Uniformes

#### 1960-1992
Os Patriots usavam originalmente camisas vermelhas com blocos brancos numerados em casa e camisas brancas com numeração de blocos vermelhos fora de casa. Ambos os uniformes usavam calças brancas e capacetes brancos, primeiro com o logo do chapéu sobre o número do jogador, depois com o logotipo "Pat Patriot", que começou em 1961. Uma faixa azul foi adicionada às duas faixas vermelhas do capacete em 1964. Os números em ambas as camisas ganharam um contorno azul em 1973.
Em 1979, os Patriots iniciaram a primeira de muitos períodos esporádicas usando calças vermelhas com camisas brancas. As calças vermelhas foram retiradas em 1981, mas voltaram em 1984. Depois de serem abandonadas novamente em 1988, elas foram usadas novamente de 1990 a 1992.

#### 1993-Presente
Os Patriots passaram por uma completa revisão de identidade antes da temporada de 1993, começando com a introdução do já mencionado logo "Flying Elvis". Os novos uniformes consistiam em uma camisa azul e uma camisa branca. O capacete era prateado com o logo de Flying Elvis e nenhuma faixa adicional. Ambos os uniformes usavam calças prateadas, originalmente com listras projetadas para parecer com aquelas que fluíam do Flying Elvis, mas estas foram mudadas para listras vermelhas e azuis simples depois de uma temporada. Quando eles estrearam, tanto a camisa de casa como a de fora de casa usavam números de blocos vermelhos com um contorno azul e branco, mas depois de uma temporada, os uniformes da casa mudaram para o branco agora familiar com um contorno vermelho.
Em 1995, os Patriots mudaram os números dos blocos para uma fonte numérica mais moderna e arredondada com um dropshadow. Os Patriots foram um dos primeiros a adotar números personalizados, uma tendência que cresceria drasticamente nos próximos 20 anos.
No entanto, em 2000, os Patriots também se tornaram uma das únicas equipes a abandonar os números arredondados e voltar para os números de bloco. Também naquele ano, o tom de azul foi escurecido do azul real para o azul náutico. Os Patriots, insatisfeitos com o visual de estrada branca sobre prata, também aproveitaram para apresentar a calça azul para ser usada com a camisa branca, oferecendo um contraste melhor. Para combinar melhor com a calça azul, o número na camisa branca foi mudado de vermelho para azul.

#### Uniformes alternativos
Em 1994, os Patriots usavam os capacetes "Pat Patriot" e calças listradas brancas de duas temporadas anteriores como parte da comemoração do 75º aniversário da NFL. Em 2002, as equipes da NFL foram autorizadas a adicionar uma terceira camisa para ser usada em no máximo dois jogos. Os Patriots reintroduziram uma camisa vermelha, complementada com o capacete "Pat Patriot" de estilo antigo.
Em 2003, os Patriots mudaram para uma camisa prata com calça azul. Para este uniforme, o capacete "Flying Elvis" foi usado. O uniforme era idêntico ao jersey branco com qualquer área branca substituída por prata. Estes uniformes foram retirados depois de 2007. Nenhum uniforme alternativo foi usado em 2008.
Em 2009, o vermelho foi reintroduzido, novamente acompanhado pelo capacete "Pat Patriot". Uma camisa branca também foi usada com o capacete mais antigo para um jogo, usando números vermelhos, em homenagem ao 50º aniversário da AFL. O alternativo vermelho ganhou um contorno azul em torno dos números em 2010 e este foi usado até 2012. Os Patriotas retiraram seus uniformes vermelhos alternativos em 2013, graças a uma nova regra da NFL que proíbe os capacetes alternativos.
Em 2016, os Patriots participaram do programa NFL Color Rush, vestindo uniformes monocromáticos da Marinha em 22 de setembro contra o Houston Texans. Eles os usaram apenas uma vez desde 2016, vestindo os uniformes em uma partida no Thursday Night Football contra o Indianapolis Colts em 4 de outubro de 2018.

## Rivalidades
Em termos de número de jogos disputados, os Patriots competiram mais contra times atualmente ou anteriormente da divisão AFC East. Isso inclui as equipes atuais: New York Jets, Miami Dolphins e o Buffalo Bills, bem como antigos oponentes da divisão Indianapolis Colts.

### New York Jets
Os Patriots e Jets estão na mesma divisão (AFC East) desde as fundações de ambas as equipes em 1960 e jogaram um contra o outro pelo menos duas vezes por ano desde então. A rivalidade entre os Jets e Patriots aumentou desde 1996, quando o treinador do Patriots, Bill Parcells, deixou os Patriots sob controvérsias para se tornar o treinador principal dos Jets. ele foi substituído pelo ex-técnico do Jets, Pete Carroll. Quatro anos depois, Carroll foi demitido, e o assistente de Parcells, Bill Belichick, renunciou no dia em que foi nomeado treinador do Jets para se tornar o treinador principal dos Patriots. Seis anos depois, Eric Mangini, assistente de Belichick, tornou-se o treinador principal dos Jets.
Bill Belichick alcançou sua 200ª vitória na carreira principal (temporada regular e playoffs) em 22 de novembro de 2012, derrotando os Jets por 49-19; foi sua 163ª vitória como treinador do Patriots.

### Baltimore/Indianapolis Colts

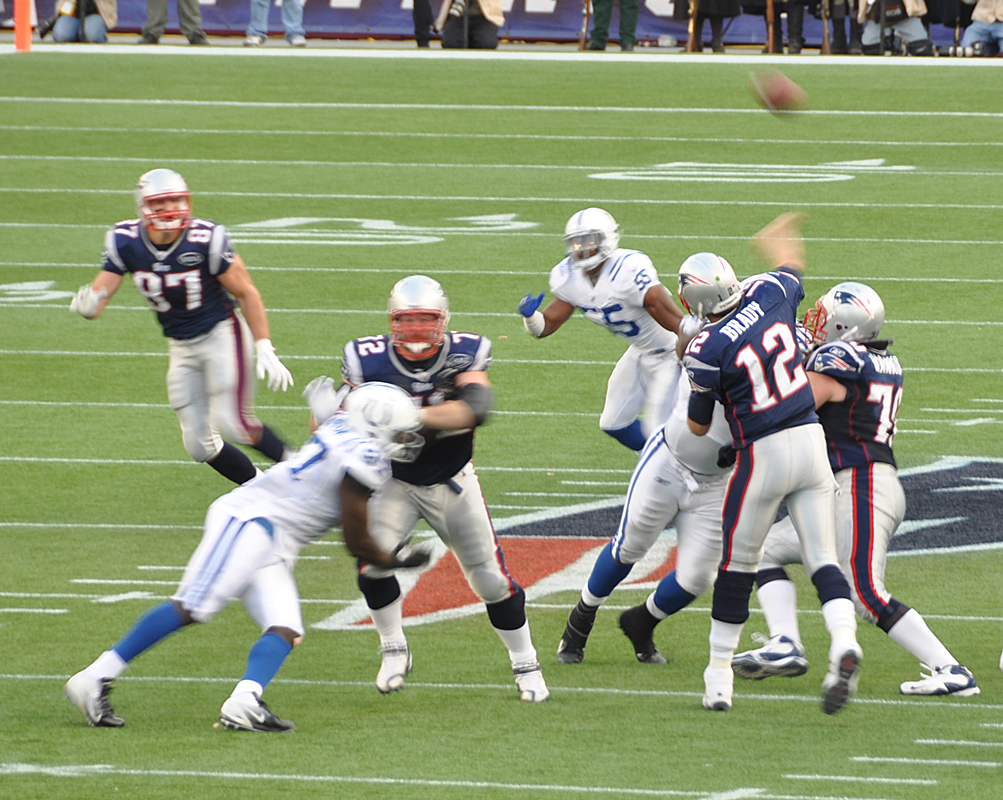
Os Pats enfrentando os Colts em 2011

A rivalidade dos Patriots com os Colts de Baltimore/Indianápolis percorreu o mandato dos dois clubes na AFC East (1970-2001). Embora os dois clubes tenham sido colocados em divisões separadas no realinhamento divisional da NFL em 2002, sua rivalidade não diminuiu.
Naquela época, ambas as equipes estavam entre as melhores da AFC, e ambas eram lideradas por provável quarterbacks do Hall of Fame, Peyton Manning (nos Colts) e Tom Brady (nos Patriots). As equipes se encontraram três vezes em quatro anos (2003, 2004, 2006) nos playoffs, com o vencedor vencendo o Super Bowl dessa temporada.

### Buffalo Bills
Os Patriots e os Bills eram membros fundadores da AFL e até competiram entre si em um jogo de playoffs da AFL. Eles permaneceram rivais divisionais desde a fusão NFL-AFL. Antes da ascensão de Tom Brady, as duas equipes compartilharam uma rivalidade suave, mas ocasionalmente competitiva, com destaques de jogadores como O.J. Simpson, Jim Kelly e Drew Bledsoe.
No entanto, Brady dominou os Bills desde que assumiu a posição de quarterback dos Patriots, mantendo um recorde de 26-3 na temporada regular sobre eles. Embora os fãs de Patriots geralmente se sintam indiferentes com os Bills, os fãs de Bills passaram a desprezar os Patriots mais do que qualquer outro rival.
A rivalidade permaneceu um pouco intensa nos últimos anos, com vários jogadores tendo jogado para ambas as equipes e com os Bills geralmente dando tudo de si ao jogar contra os Patriots.

### Miami Dolphins
Os Patriots jogaram pela primeira vez com o Miami Dolphins em 1966 na AFL, quando Miami foi uma das duas equipes de expansão a estrear naquele ano naquela liga. Os Dolphins dominaram os Patriotas nas décadas de 1970 e 1990, mas as duas equipes permaneceram competitivas umas com as outras por anos antes da ascensão de Tom Brady.
Os Patriots e os Dolphins são os dois únicos times da era do Super Bowl a ter recordes invictos na temporada regular, com o Miami tendo 14-0 em 1972 e os Patriots tendo 16-0 em 2007.

## Cultura

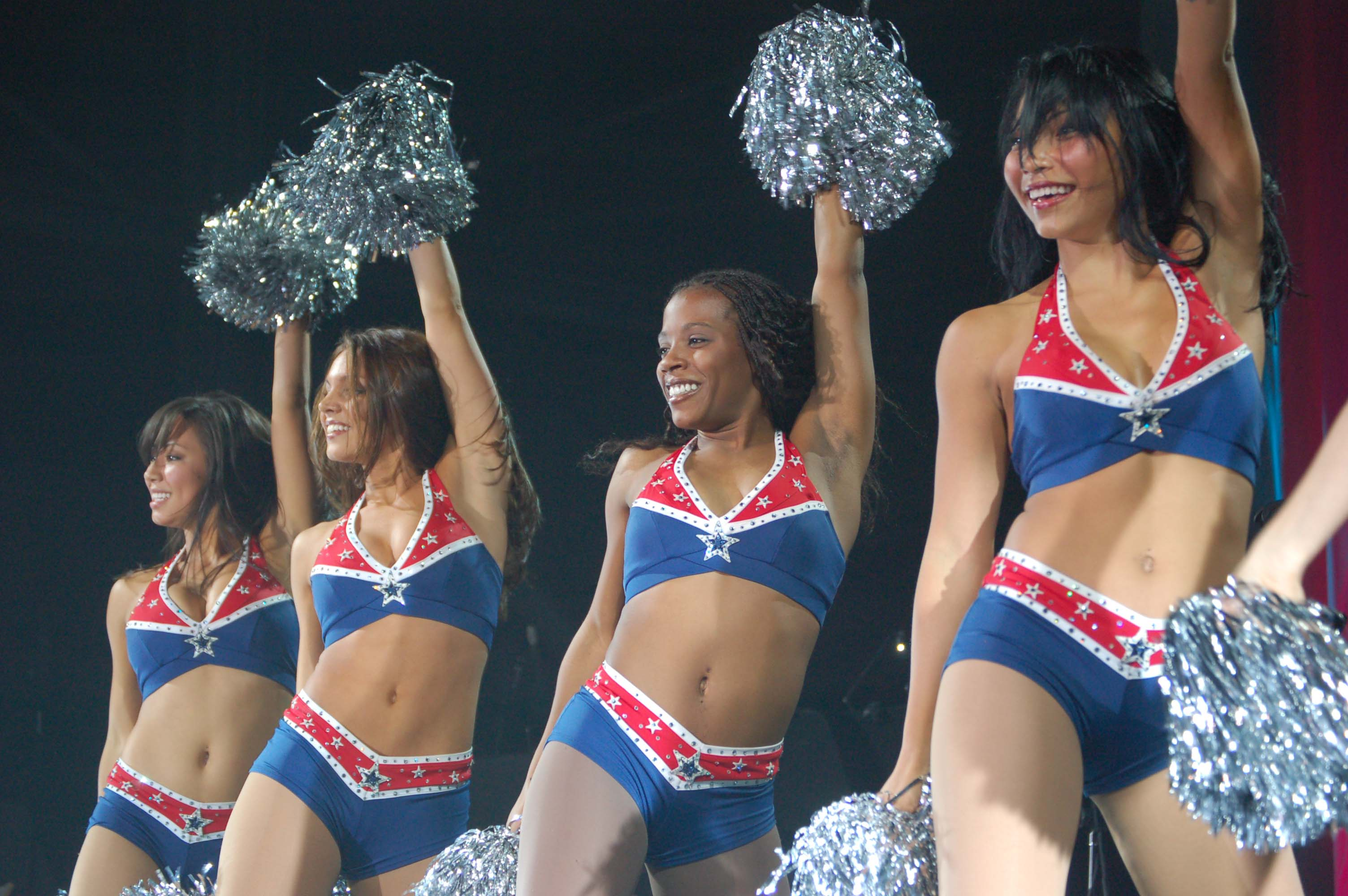
As Cheerleaders dos Patriotas em 2007

As Cheerleaders da franquia são simplesmente conhecidos como Patriots Cheerleaders. Em 2005, a líder de torcida Kristin Gauvin ganhou a Miss Massachusetts, em parte por seu compromisso com os Patriots.
O mascote dos Patriots é Pat Patriot, um minuteman revolucionário vestindo uma camisa de futebol dos Patriots.
Os Patriots também empregam um corpo conhecido como a Milícia End Zone. Durante cada jogo, cerca de dez homens vestidos como mineiros alinham-se nas costas de cada end zone. Quando os Patriots marcam um touchdown, um field goal, um ponto após o touchdown ou safety, a milícia atrás da end zone oposta dispara uma rajada de blanks de mosquetes de pederneira.

## Estádios

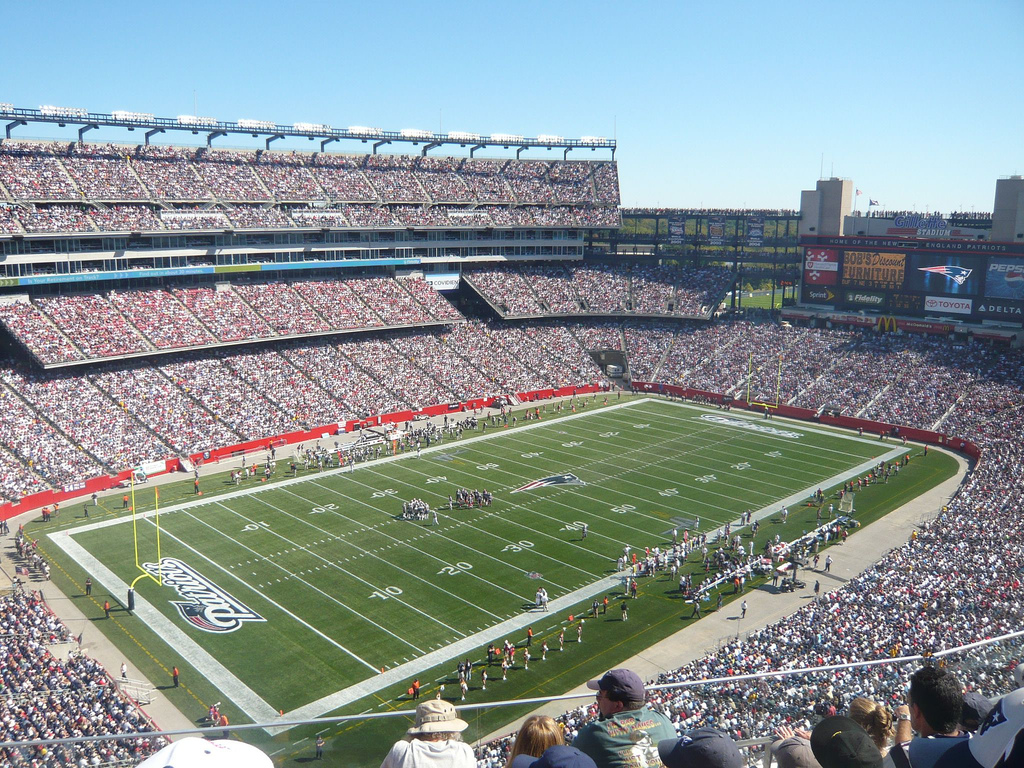
Gillette Stadium, casa dos Patriots

Desde 2002, o estádio dos Patriots é o Gillette Stadium, uma instalação de US $ 350 milhões financiada por Kraft. Ela abriga todos os escritórios administrativos da equipe e de sua entidade proprietária, o The Kraft Group, assim como a equipe da Major League Soccer, o New England Revolution. O campo, que originalmente era grama natural, foi substituído por uma superfície FieldTurf durante a temporada de 2006.
A área ao redor do estádio foi desenvolvida, começando em 2007, em um "centro de estilo de vida e entretenimento" de US $ 375 milhões chamado Patriot Place; entre suas maiores estruturas, há um restaurante e bar de vários andares chamado CBS Scene.
Antes de 2002, os Patriots jogaram no Foxboro Stadium, que foi construído em 1971, o segundo ano da equipe na NFL após a fusão AFL-NFL. Durante os dias da equipe na American Football League, o Boston Patriots foram recebidos por vários campos em Boston ou nos arredores - eles jogaram no Braves Field, no Harvard Stadium, no Fenway Park e no Alumni Stadium.

## Recordes

### Recordes em uma temporadas
Passando
- Jardas passadas: 5,235 – Tom Brady (2011)
- Passes para touchdowns: 50 – Tom Brady (2007)
- Passes completados: 402 – Tom Brady (2015)
- Passes tentados: 691 – Drew Bledsoe (1994)
- Passe mais longo completo: 99 jardas – Tom Brady (2011)

Correndo
- Jardas terrestres: 1,635 – Corey Dillon (2004)
- Corridas: 368 – Curtis Martin (1995)
- Touchdowns terrestres: 18 – LeGarrette Blount (2016)
- Mais longa corrida: 85 jardas – Larry Garron (1961)
- Jardas terrestres por jogo: 109,0 jardas – Corey Dillon (2004)

Recebendo
- Recepções: 123 – Wes Welker (2009)
- Jardas recebidas: 1,569 – Wes Welker (2011)
- Touchdowns recebidos: 23 – Randy Moss (2007)

Retornos
- Mais retornos de Punt: 52 – Dave Meggett (1996)
- Mais longo punt retornado: 94 jardas – Julian Edelman (2010)
- Mais longo kickoff retornado: 108 jardas – Ellis Hobbs (2007)

Chutes
- Field goals: 38 – Stephen Gostkowski (2013)
- Extra Points convertidos: 74 – Stephen Gostkowski (2007)
- Punts: 103 – Shawn McCarthy (1992)
- Jardas no Punt: 4,227 – Shawn McCarthy (1992)

### Recordes na carreira
- Jardas passadas: 69,859 - Tom Brady (2000–Presente)
- Passes para touchdowns: 511 - Tom Brady (2000–Presente)
- Jardas terrestres: 5,453 - Sam Cunningham (1973–1982)
- Touchdowns terrestres: 45 - Jim Nance (1965–1971)
- Recepções: 550 - Mark Clayton (1983–1992)
- Jardas recebidas: 10,352 - Stanley Morgan (1977–1989)
- Passes interceptados: 36 - Raymond Clayborn (1977–1989) e Ty Law (1995–2004)
- Field goals: 364 - Stephen Gostkowski (2006–Presente)
- Pontos: 1,725 - Stephen Gostkowski (2006–Presente)
- Total touchdowns: 80 - Rob Gronkowski (2010–2018)
- Média de retorno de punt: 23,0 - Larry Garron (1960–1968)
- Média de retorno de Kickoff: 46,0 - Dave Cloutier (1964)
- Sacks: 100 - Andre Tippett (1983–1993)
- Tackles: 737 - Vincent Brown (1988–1995)
- Vitórias (treinador): 223 - Bill Belichick (2000–Presente)

## Jogadores

### Elenco Atual

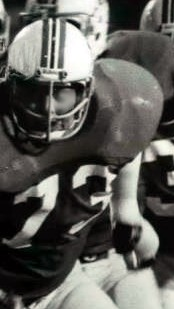
John Hannah jogou na linha ofensiva dos Pats de 1973 a 1985

Predefinição:Elenco do New England Patriots

### Números Aposentados
| Números que o New England Patriots aposentou |                  |         |           |
| N°                                           | Jogador          | Posição | Período   |
| 20                                           | Gino Cappelletti | WR, K   | 1960–70   |
| 40                                           | Mike Haynes      | CB      | 1976–82   |
| 57                                           | Steve Nelson     | LB      | 1974–87   |
| 73                                           | John Hannah      | G       | 1973–85   |
| 78                                           | Bruce Armstrong  | T       | 1987–2000 |
| 79                                           | Jim Lee Hunt     | DL      | 1960–71   |
| 89                                           | Bob Dee          | DL      | 1960–67   |

Hall da Fama do New England Patriots
O New England Patriots conta com 22 ex-jogadores e dois colaboradores em seu Hall da Fama, criado em 1991. Um comitê de mídia e equipe selecionou 11 jogadores para consagração entre 1991 e 2001, antes de um período de seis anos sem seleções.
Em 2007, antes da abertura do The Hall no Patriot Place, os Patriots introduziram um novo comitê de nomeação para selecionar três candidatos, com o vencedor dos votos da internet sendo consagrado no Hall da Fama. Para ser elegível, os jogadores e treinadores devem ser aposentados por pelo menos quatro anos.
A partir de 2011 e reunindo-se a cada cinco anos, um comitê de seleção sênior tem a opção de votar em um jogador que tenha se aposentado por pelo menos 25 temporadas no Hall da Fama.
O ex-proprietário Billy Sullivan foi contratado pelo proprietário Robert Kraft em março de 2009, a 50ª temporada dos Patriots, como contribuinte.
Além disso, quatro jogadores dos Patriots também foram consagrados no Hall da Fama do Pro Football. Os Patriots retiraram oficialmente sete números dos uniformes.
| Hall da Fama do New England Patriots | Hall da Fama do New England Patriots | Hall da Fama do New England Patriots          | Hall da Fama do New England Patriots | Hall da Fama do New England Patriots | Hall da Fama do New England Patriots | Hall da Fama do New England Patriots | Hall da Fama do New England Patriots | Hall da Fama do New England Patriots | Hall da Fama do New England Patriots |
| Atletas                              | Atletas                              | Atletas                                       | Atletas                              | Atletas                              | Atletas                              | Atletas                              | Atletas                              | Atletas                              | Atletas                              |
| Número                               | Nome                                 | Posição                                       | Temporadas                           | Ano da Eleição                       | Número                               | Nome                                 | Posição                              | Temporadas                           | Ano da Eleição                       |
| ------------------------------------ | ------------------------------------ | --------------------------------------------- | ------------------------------------ | ------------------------------------ | ------------------------------------ | ------------------------------------ | ------------------------------------ | ------------------------------------ | ------------------------------------ |
| 73                                   | John Hannah                          | G                                             | 1973–1985                            | 1991 (Pro: 1991)                     | 56                                   | Andre Tippett                        | LB                                   | 1982–1993                            | 1999 (Pro: 2008)                     |
| 85                                   | Nick Buoniconti                      | LB                                            | 1962–1968                            | 1992 (Pro: 2001)                     | 78                                   | Bruce Armstrong                      | T                                    | 1987–2000                            | 2001                                 |
| 86                                   | Stanley Morgan                       | WR                                            | 1977–1989                            | 2007                                 | 87                                   | Ben Coates                           | TE                                   | 1991–1999                            | 2008                                 |
| 35                                   | Jim Nance                            | FB                                            | 1965–1971                            | 2009                                 | 39                                   | Sam Cunningham                       | RB                                   | 1973–1982                            | 2010                                 |
| 15                                   | Babe Parilli                         | QB                                            | 1961–1967                            | 1993                                 | 56                                   | Jon Morris                           | C                                    | 1964–1974                            | 2011                                 |
| 11                                   | Drew Bledsoe                         | QB                                            | 1993–2001                            | 2011                                 | 14                                   | Steve Grogan                         | QB                                   | 1975–1990                            | 1995                                 |
| 20                                   | Gino Cappelletti                     | WR/K                                          | 1960-1970                            | 1992                                 | 89                                   | Bob Dee                              | DL                                   | 1960-1967                            | 1993                                 |
| Contribuidores                       |                                      |                                               |                                      |                                      |                                      |                                      |                                      |                                      |                                      |
| Número                               | Nome                                 | Posição                                       | Temporadas                           | Ano da Eleição                       | Número                               | Nome                                 | Posição                              | Temporadas                           | Ano da Eleição                       |
| –                                    | Billy Sullivan                       | Presidente e fundador do New England Patriots | 1960–1988                            | 2009                                 |                                      |                                      |                                      |                                      |                                      |

| Membros do New England Patriots no Hall da Fama | Membros do New England Patriots no Hall da Fama | Membros do New England Patriots no Hall da Fama | Membros do New England Patriots no Hall da Fama | Membros do New England Patriots no Hall da Fama |
| Jogadores                                       | Jogadores                                       | Jogadores                                       | Jogadores                                       | Jogadores                                       |
| No.                                             | Nome                                            | Posições                                        | Temporadas                                      | Introdução                                      |
| ----------------------------------------------- | ----------------------------------------------- | ----------------------------------------------- | ----------------------------------------------- | ----------------------------------------------- |
| 28                                              | Curtis Martin                                   | RB                                              | 1995–1997                                       | 2012                                            |
| 55                                              | Junior Seau                                     | LB                                              | 2006–2009                                       | 2015                                            |
| 81                                              | Randy Moss                                      | WR                                              | 2007–2010                                       | 2018                                            |
| Coaches and Executives                          |                                                 |                                                 |                                                 |                                                 |
| Nome                                            | Nome                                            | Posição                                         | Temporadas                                      | Introdução                                      |
| Bill Parcells                                   | Bill Parcells                                   | Treinador                                       | 1993–1996                                       | 2013                                            |

## Controvérsias

### "Spygate"
Durante a temporada de 2007, o New England Patriots foi punidos pela liga por filmar os sinais dos treinadores defensivos do New York Jets de um local não autorizado durante um jogo de 9 de setembro de 2007. A filmagem de treinadores adversários não é ilegal na NFL mas há áreas designadas permitidas pela liga para fazer essa gravação. Após uma investigação, a NFL multou o treinador dos Patriots, Bill Belichick em $ 500.000 pelo seu papel no incidente, multou os Patriots em $ 250.000,

### "Deflategate"
Durante o Final da AFC de 2015 contra o Indianapolis Colts, surgiram alegações de que os Patriots estavam usando bolas com excesso de inflação. Foi até sugerido que o próprio time dos Patriots esvaziou deliberadamente as bolas para dar uma vantagem à equipe durante os playoffs. Uma longa investigação e um debate acalorado começaram pouco depois, com um relatório completo sendo publicado em maio de 2015.
O Relatório Wells descobriu que as bolas fornecidas pelos Patriots, que eram o time da casa, tiveram menos pressão em média do que as bolas fornecidas pelos Colts. Também foram notáveis os achados de algumas sugestões de comunicação entre Tom Brady e dois auxiliares dos Patriots, indicando que Brady estava "geralmente ciente" da situação e que a equipe dos Patriots esvaziou intencionalmente as bolas. Um estudo posterior do American Enterprise Institute chamou a evidência e a metodologia do relatório de Wells de "profundamente falho" e "não confiável".
No rescaldo do incidente, a NFL suspendeu Brady nos quatro primeiros jogos da temporada de 2015, multou os Patriots em US $ 1 milhão. Brady recorreu de sua suspensão e acabou concordando em cumprir a suspensão em 2016, mas levou os Patriots a ganhar o Super Bowl LI apesar disso.

## TV e Rádio
A principal estação de rádio dos Patriots é a WBZ-FM 98.5 FM, de propriedade da CBS cujas 37 estações afiliadas abrangem sete estados. Gil Santos e Gino Cappelletti foram a equipe de anunciantes de longa data até sua aposentadoria após a conclusão da temporada 2012 da NFL. Santos foi substituído por Bob Socci e Scott Zolak juntou-se à equipe de na temporada de 2011.
Todos os jogos de pré-temporada que não estejam na televisão nacional são exibidos no O & O WBZ-TV, da CBS, que também exibe a maior parte dos jogos regulares de temporada do Patriots em virtude de a CBS ter os direitos da maioria dos jogos da AFC; A CBS também tem presença no próximo Patriot Place com o bar / restaurante "CBS Scene".

Durante a temporada regular, sempre que os Patriots hospedam uma equipe da NFC, os jogos são transmitidos pela afiliada da Fox WFXT-TV, e os jogos da NBC Sunday Night Football são transmitidos pela rede "NBC Boston" de estações lideradas pela WBTS-LD. Os jogos de pré-temporada foram transmitidos pela WCVB-TV da ABC desde 1995 até a mudança para o WBZ em 2009.